# زمن الحب الآخر
زمن الحب الآخر، مجموعة قصصية من مؤلفات الشاعرة والكاتبة العربية السورية غادة السمان، صدرت في عام 1978، عن منشورات غادة السمان في بيروت، لبنان.